# Ian Richardson (remero)
Ian Richardson (2 de septiembre de 1996) es un deportista estadounidense que compite en remo. Ganó dos medallas en el Campeonato Mundial de Remo, en los años 2023 y 2024, ambas en la prueba de cuatro scull ligero.

## Palmarés internacional
| Campeonato Mundial | Campeonato Mundial      | Campeonato Mundial | Campeonato Mundial  |
| Año                | Lugar                   | Medalla            | Prueba              |
| ------------------ | ----------------------- | ------------------ | ------------------- |
| 2023               | Belgrado (Serbia)       | Medalla de bronce  | Cuatro scull ligero |
| 2024               | St. Catharines (Canadá) | Medalla de plata   | Cuatro scull ligero |